# Slopestyle
Pour les articles homonymes, voir Slopestyle (cyclisme).
Le slopestyle (prononcé /sləʊpstaɪl/ en anglais), la descente acrobatique ou l'épreuve de descente acrobatique selon l'Office québécois de la langue française, est une discipline sportive qui fait partie des sports d'hiver et qui peut être pratiquée aussi bien en ski qu'en snowboard. Le terme vient des mots anglais « slope » (« pente » ou « descente ») et « style » (« style ») : il s'agit d'effectuer des figures acrobatiques sur une piste de descente spécialement aménagée.
Le slopestyle est l'une des six disciplines qui forment le ski freestyle.
Le slopestyle est l'une des épreuves les plus populaires des Winter X Games et fait partie des disciplines olympiques depuis les Jeux olympiques d'hiver de 2014 à Sotchi, au même titre que d'autres disciplines assimilées au ski acrobatique comme le ski de bosses, le saut acrobatique, le half-pipe ou le skicross.
Les skis employés en slopestyle sont à double spatule, permettant ainsi d'évoluer indifféremment en marche arrière ou en marche avant. Les riders ont le choix d'utiliser ou non leurs bâtons.
L'aménagement des pentes consiste en différentes séries de modules en neige ou en métal : des tremplins pour réaliser des sauts, des rampes ou rails le long desquels les sportifs peuvent glisser, ou encore des obstacles sur lesquels ils peuvent réaliser diverses figures avant de retomber sur la pente en marche avant ou arrière.

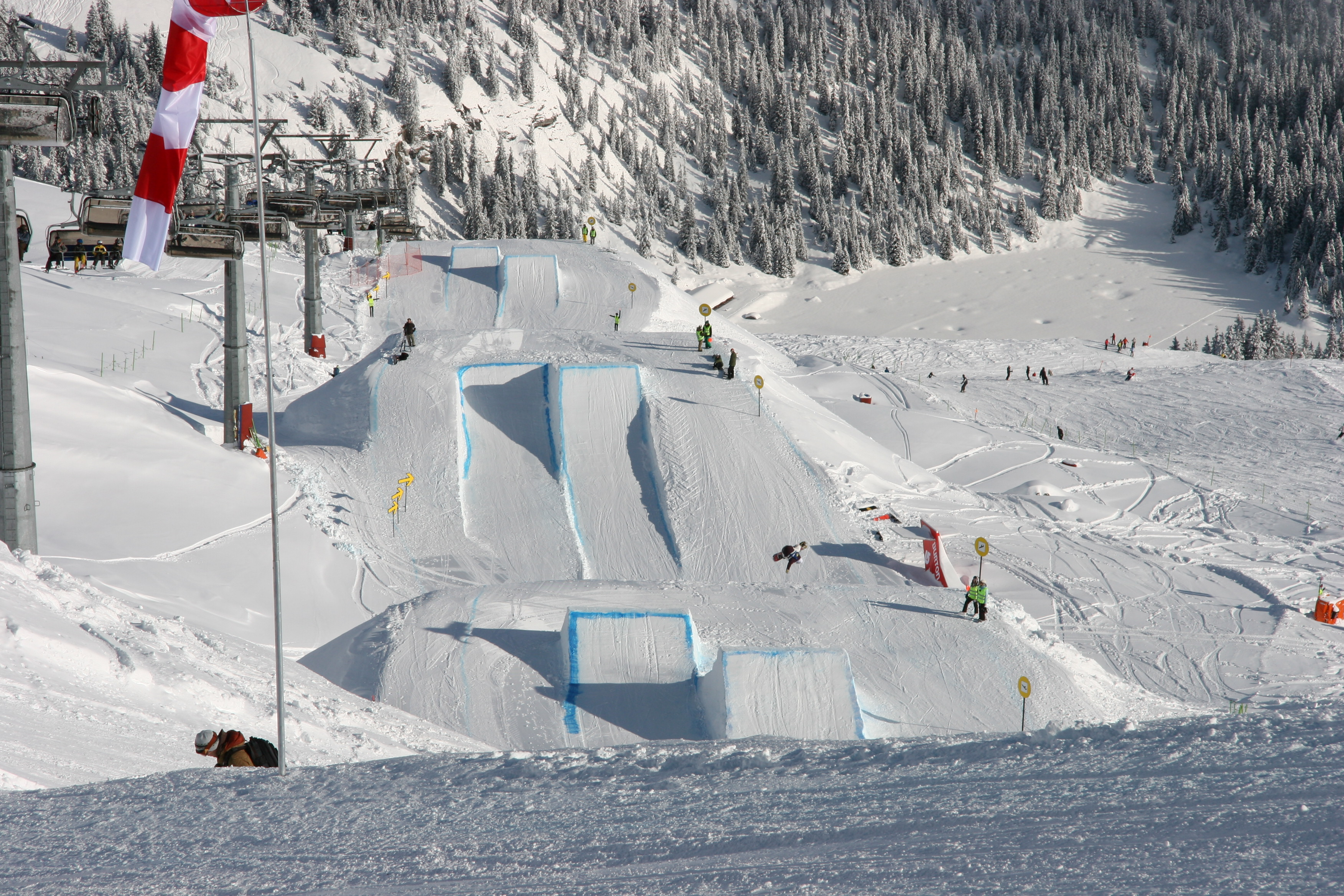
Série de modules en neige sur une piste de slopestyle.